# Calaeonitis
× Calaeonitis, (abreviado  Can ) en el comercio, es un híbrido intergenérico entre los géneros de orquídeas Caularthron × Laelia × Sophronitis. Fue publicado en Orchid Rev. 110(1244, Suppl.): 29 (2002).